# Ernest Wamba dia Wamba
Ernest Wamba dia Wamba (* 1942 - 15 de julio de 2020) fue un filósofo y político congoleño, senador y vicepresidente de la Comisión Permanente en asuntos Legales y Administrativos del gobierno de transición de la República Democrática del Congo. 

## Biografía
Anteriormente había sido líder de la facción centrada en la ciudad de Kisangani de la Asamblea para la Democracia Congoleña durante la segunda guerra del Congo. Fue un destacado académico, político e historiador africano que - anteriormente de su carrera militar y política ha recibido un Premio Príncipe Claus por su contribución al debate político filosófico.